# 400년대
400년대는 400년부터 409년까지를 가리킨다.